# Dieter Kottysch
Dieter Kottysch, född 30 juni 1943 i Gliwice i nuvarande Polen, död 9 april 2017 i Hamburg, var en tysk boxare som tävlade för Västtyskland och som tog OS-guld i lätt mellanviktsboxning 1972 i München. I finalen vann han mot Wiesław Rudkowski från Polen med 3-2.